# Texture19
『Texture19』は、Koji Nakamura/Nyantoraのアルバム。2019年10月10日にMeltintoより発売された。

## 解説
SUPERCARのフロントマンである中村弘二がKoji Nakamura/Nyantora両名義で制作しているCD-Rシリーズ「Texture」の第19弾。
中村のオンラインショップ「Meltinto」や、ライブ会場で販売されている。
ジャケットのスタンプの色は青、色紙は黒。
現在、全10曲中6曲のタイトルが発表されている(うち2曲は仮タイトル)。

## 収録曲
1. タイトル未定
2. marumari
ショートPVが中村の公式Twitterで公開されている。
3. Fuji
仮タイトル
4. タイトル未定
5. Casper
仮タイトル
6. SEX
アルバム発売前に音源がSoundCloudで期間限定で無料公開された。
7. タイトル未定
8. Sorrow
音源がSoundCloudで公開されている。「Texture Web」にも収録された。
9. タイトル未定
10. Border/Mind
ショートPVが中村の公式Twitterで公開されている。「Texture Web2」にも収録された。

全作曲・編曲：中村弘二